# Gaston Gambor
Gaston Gambor, né le 23 septembre 1948 à Bangui et mort le 6 mars 2019 à Paris, est un joueur centrafricain de basket-ball, qui a aussi été un homme politique.

## Carrière
En club, Gaston Gambor a évolué au Yaoundé Université Club, au Zitouna Sports et au Hit Trésor.
En 1974, il remporte avec l'équipe de République centrafricaine le Championnat d'Afrique et dispute le Championnat du monde à Porto Rico, où il est le meilleur marqueur de la sélection. Il a aussi été le capitaine de la sélection africaine aux Jeux afro-latino-américains à Guadalajara en 1973.
Il a ensuite été le président de la Fédération centrafricaine de basket-ball de 1998 à 2002. Il est aussi ministre de la Jeunesse, Sports, Arts et Culture et Ministre des Affaires sociales.
En 2019, FIBA Afrique lui décerne une médaille de reconnaissance pour services rendus au basket-ball centrafricain et africain.

## Palmarès

### En club
- Vainqueur de la Coupe d'Afrique des clubs champions en 1974 avec le Hit Trésor
- Champion de Tunisie en 1973 avec le Zitouna Sports
- Champion du Cameroun en 1971 avec le Yaoundé Université Club

### En sélection
- Médaille d'or au Championnat d'Afrique 1974 avec l'équipe de République centrafricaine